# 弘藤乗合自動車
弘藤乗合自動車（こうとうのりあいじどうしゃ）は、かつて青森県弘前市と南津軽郡藤崎町を結ぶ路線バスを運行していた会社。

## 沿革
- 1925年 - 花岡文次郎らが組合方式で弘前～藤崎間8.5kmのバス事業を始めた（のち花岡の個人経営）。
- 1938年 - 戦時下のガソリン規制により木炭バスの運行を開始する。
- 1941年 - 弘前乗合自動車（現在の弘南バス）に6万7千円で営業権を譲渡。